# Nový most (Fallúdža)
Nový most (arabsky الجسر الجديد‎) je silniční most z předpjatého betonu, který se nachází v iráckém městě Fallúdža. Překonává řeku Eufrat jižně od centra města.

## Popis
Most byl vybudován v západo-východním směru kolmo k ose řeky Eufratu. Stojí na šesti pilířích a má sedm mostních polí. Celková délka mostu je 511 m. Jeho šířka činí 13,35 m. Most má jeden jízdní pruh z každé strany a chodník pro chodce z obou stran.

## Historie
V uvedeném iráckém městě se od roku 1932 nacházel jediný most přes řeku Eufrat, a sice příhradový most krále Faisála. Úzký most nicméně nevyhovoval potřebám rostoucí silniční dopravy, a tak v roce 1961 irácké ministerstvo dopravy podepsalo kontrakt s britskou stavební firmou na vypsání výběrového řízení na nový silniční most. Ministerstvo připravilo jen zevrubné specifikace a podrobnější dokumentaci, jaký most vlastně má vzniknout, připravila ona britská firma.
Do výběrového řízení se přihlásilo celkem 6 zahraničních společností, včetně dvou jugoslávských (Mostogradnja a Hidrogradnja). Projekt první uvedené byl nakonec porotou vybrán jako vítězný. V lednu 1964 byla podepsána smlouva se společností Mostogradnja a v dubnu byly zahájeny stavební práce na březích řeku Eufratu. Vzhledem k nedostatku profesionálních dělníků v Iráku byla většina pracovníků na stavbě dopravena z tehdejší Jugoslávie. Podmínky nebyly snadné; teploty na místě dosahovaly vysokých hodnot a škodil také silný vítr. Práce na mostu trvaly tři roky. Nejprve byly vybudovány pilíře a poté se bednění rozšiřovalo do stran tak, aby vznikla celá mostovka. Původní projekt byl mírně upraven, díky čemuž se zvýšil počet prefabrikovaných dílů, snížila výška mostu a několik dalších změn pomohlo obecně dosáhnout nižší cenu stavby. Pro jugoslávskou společnost se jednalo o první takovou zakázku v zahraničí. V roce 1967 proběhly zátěžové testy stavby.
Most byl dán do provozu ještě v témže roce. Zároveň měl být poškozen během šestidenní války izraelským bombardováním, nicméně irácká vzdušná obrana letoun sestřelila a pilot uvedl, že se rozhodl most za svůj cíl nakonec nezvolit. Most byl nicméně částečně poničen během bombardování při Válce v Zálivu. a dále v 2. dekádě 21. století při operacích organizace ISIS v oblasti.
Předpokládá se, že cena výstavby byla 4,5 milionů USD.